# Calymmodon pendens
Calymmodon pendens är en stensöteväxtart som först beskrevs av Carl Frederik Albert Christensen, och fick sitt nu gällande namn av Tag. Calymmodon pendens ingår i släktet Calymmodon och familjen Polypodiaceae. Inga underarter finns listade.